# Eleanor Harvey
Eleanor Grace Harvey (* 14. Januar 1995 in Hamilton) ist eine kanadische Florettfechterin.

## Erfolge
Eleanor Harvey begann im Alter von zehn Jahren mit dem Fechtsport. 2014 und 2015 wurde sie jeweils Vizeweltmeisterin bei den Juniorinnen und gewann bei den Erwachsenen außerdem 2015 bei den Panamerikanischen Spielen in Toronto mit der Mannschaft die Goldmedaille. Ein Jahr darauf gab sie in Rio de Janeiro ihr Olympiadebüt. Im Einzel erreichte sie dabei nach Siegen über Anissa Khelfaoui aus Algerien und Arianna Errigo aus Italien das Viertelfinale, das sie gegen Inès Boubakri mit 13:15 verlor. Mit der kanadischen Mannschaft 2015 bis 2017 sowie nochmals 2019 Vizepanamerikameisterin. Im Einzel gelang ihr dieser Erfolg bei den Panamerikameisterschaften 2019. Die Panamerikanischen Spiele 2019 in Lima schloss sie in der Einzelkonkurrenz auf dem dritten Platz und belegte mit der Florettmannschaft Rang zwei. Darüber hinaus trat Harvey bei den Spielen auch für die Mannschaft im Säbelfechten an und gewann mit ihr eine weitere Bronzemedaille.
Bei den 2021 ausgetragenen Olympischen Spielen 2020 in Tokio gelang Harvey im Einzel in der Auftaktrunde gegen die Französin Pauline Ranvier ein 15:9-Sieg, im Anschluss folgte jedoch eine 13:15-Niederlage gegen die spätere Olympiasiegerin Lee Kiefer aus den Vereinigten Staaten. Die Mannschaftskonkurrenz schloss Harvey mit der kanadischen Équipe auf dem fünften Platz ab. In der ersten Runde hatten die Kanadierinnen gegen Frankreich verloren und gewannen danach sowohl gegen Ungarn als auch gegen Japan. Ein Jahr darauf wurde Harvey in Asunción sowohl im Einzel als auch mit der Mannschaft erstmals Panamerikameisterin. Ebenfalls zwei Medaillen sicherte sie sich bei den Panamerikanischen Spielen 2023 in Santiago de Chile. Nach einer Finalniederlage gegen Lee Kiefer erhielt sie im Einzel ebenso die Silbermedaille wie auch mit der Mannschaft, mit der sie im Duell um Gold der US-amerikanischen Auswahl unterlegen war.
2024 sicherte sich Harvey bei den Panamerikameisterschaften in Lima je eine Silbermedaille im Einzel und mit der Mannschaft. Im selben Jahr erfolgte bei den Spielen in Paris ihre dritte Olympiateilnahme. Wie schon 2021 ging sie dabei in zwei Konkurrenzen an den Start. In der Einzelkonkurrenz zog sie nach drei Siegen ins Halbfinale ein, in dem sie sich mit 9:15 der US-Amerikanerin Lauren Scruggs geschlagen geben musste. Dank eines 15:12-Erfolgs gegen Alice Volpi aus Italien gelang ihr aber mit Bronze ein abschließender Medaillenerfolg. Dies war gleichzeitig der erste Medaillengewinn Kanadas bei einem olympischen Fechtwettbewerb. Im Mannschaftswettbewerb erreichte sie gemeinsam mit Jessica Guo, Yunjia Zhang und Sabrina Fang nach einem 38:36-Erfolg gegen Frankreich ebenfalls das Halbfinale, das mit 31:45 gegen die Vereinigten Staaten klar verloren ging. Im Duell um Bronze trafen die Kanadierinnen auf die Équipe Japans, die sich mit 33:32 knapp gegen Kanada durchsetzen konnte. Damit verpasste Harvey eine weitere Medaille.
Harvey hat einen Studienabschluss in Psychologie und Gender Studies von der Ohio State University.